# François Lefebvre de Laboulaye
Pour les articles homonymes, voir Laboulaye (homonymie), Famille Lefebvre de Laboulaye et Lefebvre.
François Lefebvre de Laboulaye, né le 16 juin 1917 à Washington et mort le 28 août 1996 à Saint-Saëns, est un diplomate français. Il a été ambassadeur de France au Brésil de 1968 à 1972, au Japon de 1973 à 1975 et aux États-Unis de 1977-1981.

## Biographie
Issu d'une famille de diplomates, il est le fils d'André Lefebvre de Laboulaye, ambassadeur de France aux États-Unis, et de Marie Hély d'Oissel.
Licencié en droit et diplômé de l'École libre des sciences politiques, attiré par la diplomatie, il sera d'abord à la disposition de la Croix-Rouge dont il sera directeur général adjoint. Il deviendra par la suite l'un des principaux collaborateurs du  haut-commissaire de France à Beyrouth.
Après un passage à Berlin et au Quai d'Orsay à la sous-direction du Levant, il sera nommé conseiller d'ambassade à Ottawa puis à Washington en 1954.
De retour en France, il sera chargé de mission à la direction générale de la Compagnie française des pétroles puis à la direction des affaires politiques au ministère des Affaires étrangères. 
Premier conseiller d'ambassade à Moscou de 1962 à 1965, il devient ambassadeur au Brésil (1968 à 1972) et au Japon (1973 à 1975).
De 1977 à 1981 il est nommé ambassadeur à Washington, où il succédera à Jacques Kosciusko-Morizet, et sera élevé le 27 septembre 1978, à la dignité d'ambassadeur de France.
Maire de Saint-Saëns de 1959 à 1989, il hérite et redonne vie au manoir du Quesnay, occupé, pillé et brûlé pendant la Seconde guerre mondiale et qui avait été acquis en 1736 par son ancêtre maternel Pierre Hély seigneur d'Oissel, trésorier de France en la cour des comptes de Normandie.

## Hommage
Une rue de la ville de Saint-Saëns porte son nom.

## Vie de famille
Il épouse Antoinette Mathieu de Vienne, fille du colonel Henry Mathieu de Vienne, saint-cyrien, président de la société d'études et d'exploitation minière de l'Indochine, et de Françoise de Cholet, dont quatre enfants : Rodolphe Lefebvre de Laboulaye (décédé), Hélène de Miramon Fitz-James, Claire de  Montesquiou-Fezensac et l'ancien ambassadeur Stanislas de Laboulaye.

## Filiation
Parmi ses ancêtres, se trouvent, son grand-père, le général Alexis Hély d'Oissel, Gustave baron de Mandell d'Écosse,, le comte Charles Armand Septime de Faÿ de La Tour-Maubourg, pair de France, Édouard Lefebvre de Laboulaye et Guillaume Alexandre Tronson du Coudray,.

## Distinctions
- Commandeur de la Légion d'honneur
- Commandeur de l'ordre national du Mérite
- Grand cordon de l'ordre du Soleil levant (Japon)
- Grand-croix de l'ordre national de la Croix du Sud (Brésil)
- Grand-croix de l'ordre du Rio Branco (Brésil)
- Grand officier de l'ordre du Christ (Portugal)
- Grand officier de l'ordre pro Merito Melitensi
- Grand Croix de l'Ordre du Mérite Syrien
- Membre associé de l'Académie des sciences, belles-lettres et arts de Rouen

## Pour approfondir